# Tirotricin
A tirotricin antibiotikum polipeptid keverék, amely 80%-ban tirocidinből és 20%-ban gramicidinből áll. Hatását a Gram-pozitív baktériumokra – különösen a száj és garat fertőzéseit okozó streptococcusokra és staphylococcusokra – két különböző hatásmechanizmus útján fejti ki.
Míg a tirocidin elsősorban a baktérium-membrán tápanyag transzportjában okoz zavart, amely végül lysishez vezet, addig a gramicidin a baktérium-membrán pórusait nyitja meg, amely az ATP-szintézishez szükséges hidrogénion-grádiens összeomlásához vezet. A légzésilánc-foszforilláció szétkapcsolódása miatt a baktérium energiaforgalma károsodik. Mivel a tirotricin membránhatása nem specifikus, így nem vezet keresztrezisztenciához.

## Készítmények
- Mebucain forte
- Dorithricin
- Tyrosur gél